# Serenade (canción de Dover)
«Serenade» es una canción de la banda de rock española Dover. Escrita por Cristina Llanos, la canción fue publicada en el segundo álbum de estudio, Devil Came to Me de 1997. Esta canción fue el primer sencillo del disco que, además, se convirtió en su primer número uno por sus ritmos y estribillo pegadizos. Es la canción más coreada en sus conciertos, haciendo que sea un himno para este grupo.

## Curiosidades
La cantante, guitarrista y compositora del tema, Cristina Llanos, admite que es la canción más personal que ha escrito nunca. Ella suele ser muy tímida y cortada y quiso hablar de ello en esta canción, "pidiendo" ayuda para dejar de serlo.

## Apariciones
- Serenade fue elegida para el videojuego de PlayStation 2 "SingStar Rocks!", entre otros temas de grupos españoles e internacionales.
- En 2008, una remezcla de la canción, con el nombre "Serenade 07", volvería a convertirse en sencillo, esta vez del disco 2, con un ritmo electro pop.

## Vídeo musical
El videoclip de esta canción fue dirigido por Juan Bullón, un amigo de la banda con el que trabajaron anteriormente en el videoclip de "Come With Me" de su primer álbum Sister.

## Lista de canciones
Todas las canciones escritas y compuestas por Cristina Llanos. 
| N.º  | Título             | Duración |  |
| 1.   | «Serenade»         | 3:54     |  |
| 2.   | «Devil Came to Me» | 4:36     |  |
| 8:30 |                    |          |  |